# Gymnanthes leonardii-crispi
Gymnanthes leonardii-crispi är en törelväxtart som först beskrevs av Jean Joseph Gustave Léonard, och fick sitt nu gällande namn av Ined.. Gymnanthes leonardii-crispi ingår i släktet Gymnanthes och familjen törelväxter. Inga underarter finns listade i Catalogue of Life.